# Assedio di Milano (268)
L'assedio di Milano fu uno degli episodi delle guerre tra l'imperatore Gallieno e gli usurpatori del suo trono, in particolare del tentativo di Aureolo, comandante di cavalleria di stanza a Milano al servizio dell'imperatore, che contese a quest'ultimo il trono nel 267 mentre il legittimo sovrano era impegnato in una campagna contro i Goti.

## Antefatti

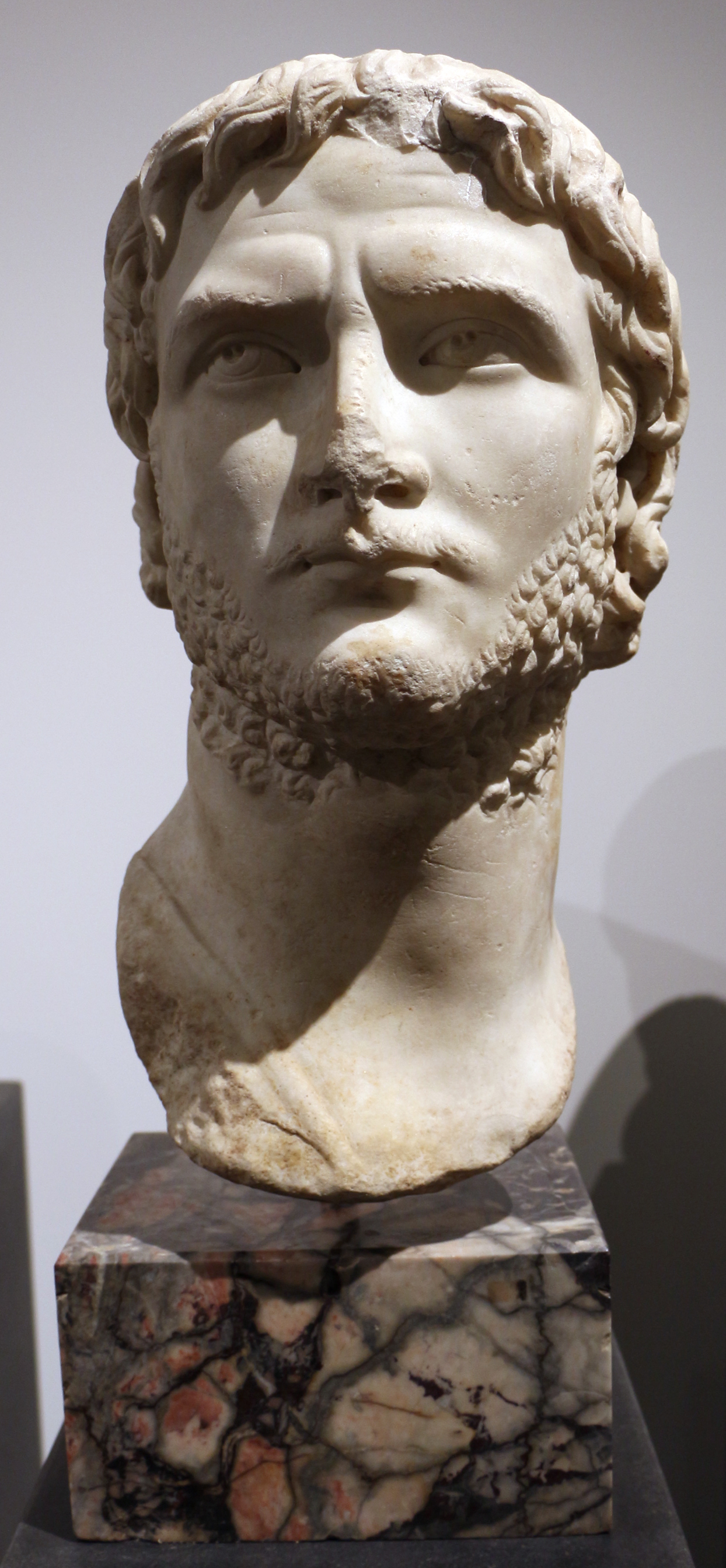
Busto di Gallieno, Museo Nazionale Romano

Sembra che nel corso del 267, Gallieno, grazie all'appoggio di Aureolo (magister equitum) ed alla perizia militare del suo magister militum, Claudio (dux totius Illyrici), combatté con successo le armate galliche secessioniste di Postumo, il quale aveva preferito associare al potere un certo Vittorino, richiedendo anche aiuto alle vicine tribù germaniche dei Franchi.
Quando forse la vittoria finale era vicina, tanto da ipotizzare una riunificazione dell'impero delle Gallie al potere centrale di Roma, tra la fine del 267 e gli inizi del 268 una nuova ed immensa invasione da parte dei Goti (unitamente a Peucini, Eruli ed a numerosi altri popoli) prese corpo dalla foce del fiume Tyras (presso l'omonima città), dando inizio al più sorprendente e devastante assalto del terzo secolo, che sconvolse le coste e l'entroterra delle province romane di Asia Minore, Tracia e Acaia affacciate sul Ponto Eusino e sul Mare Egeo.
Sembra che l'enorme armata si divise in almeno tre colonne, una delle quali, giunta in prossimità della foce del fiume Nestus o Nessos, tentò di risalirlo verso nord, ma fu intercettata dalle armate romane e subì una cocente sconfitta ad opera dello stesso Gallieno, accorso per l'occasione.
Si racconta, infatti, che Gallieno riuscì a battere le orde dei barbari, tra cui certamente i Goti, uccidendone un gran numero (primavera del 268). In seguito a questi eventi offrì al capo degli Eruli, Naulobato, gli "ornamenta consularia", dopo che il suo popolo (identificabile con gli "Sciti" della Historia Augusta), formato un convoglio di carri, aveva tentato di fuggire attraverso il monte Gessace (gli attuali Monti Rodopi)
Non poté però completare l'opera perché nel frattempo il suo generale Aureolo, che comandava una fondamentale unità di cavalleria a Milano, si era ribellato. E così Gallieno fu costretto a tornare in Italia per battere, prima Aureolo presso Pontirolo sull'Adda (pons Aureoli), poi assediarlo a Mediolanum (Milano).

## Assedio
Tornato a Milano, dopo aver affidato il comando della guerra contro i Goti a Marciano, Gallieno si apprestò ad assediare Aureolo che qui si era richiuso, con la speranza di ricevere aiuto da parte di Postumo. Ma Aureolo, che aveva ormai perduto ogni speranza, fece spargere voci nel campo dell'imperatore, che inneggiavano contro Gallieno. Alcuni comandanti, stanchi dell'imperatore, ordirono una congiura e dissero al principe che Aureolo aveva tentato una sortita facendolo uscire dalla sua tenda. Gallieno fu ucciso a tradimento dal comandante della cavalleria dalmata Ceronio o Cecropio, in un agguato, insieme al fratello Publio Licinio Valeriano.
Mentre era ancora in corso l'assedio di Milano, Aureolo, che inutilmente aveva cercato di venire a patti con il nuovo imperatore Marco Aurelio Claudio, fu trucidato verso la fine del 268 dai suoi stessi ufficiali ponendo fine all'assedio. Secondo altri venne messo a morte da Aureliano, contro il parere dello stesso Claudio.